# Хмељњица
Хмељњица (слч. Chmeľnica) насељено је мјесто са административним статусом сеоске општине (слч. obec) у округу Стара Љубовња, у Прешовском крају, Словачка Република.

## Становништво
| Година:    | 1994. | 2004.   | 2014.   | 2024.   |
| ---------- | ----- | ------- | ------- | ------- |
| Број људи: | 905   | 918     | 977     | 1009    |
| Разлика:   |       | +1,43 % | +6,42 % | +3,27 % |

| Година:    | 2023. | 2024.   |
| ---------- | ----- | ------- |
| Број људи: | 992   | 1009    |
| Разлика:   |       | +1,71 % |

Према подацима о броју становника из 2024. године насеље је имало 1009 становника.